# Neil Summers
Neil Summers (Londra, 28 aprile 1944) è un attore e stuntman britannico.

## Biografia
Stuntman dalla lunga carriera, è apparso in oltre 150 produzioni tra cinema e televisione, anche come attore in ruoli di rilievo (Il mio nome è Nessuno, Lucky Luke e Botte di Natale).

## Filmografia parziale

### Attore

#### Cinema
- Le colline blu (Ride in the Whirlwind), regia di Monte Hellman (1966)
- L'uomo dai 7 capestri (The Life and Times of Judge Roy Bean), regia di John Huston (1972)
- Il mio nome è Nessuno, regia di Tonino Valerii (1973)
- Mister Miliardo (Mr. Billion), regia di Jonathan Kaplan (1976)
- RoboCop, regia di Paul Verhoeven (1987)
- Dick Tracy, regia di Warren Beatty (1990)
- Lucky Luke, regia di Terence Hill (1991)
- Bad Girls, regia di Jonathan Kaplan (1994)
- Le ali della libertà (The Shawshank Redemption), regia di Frank Darabont (1994)
- Botte di Natale, regia di Terence Hill (1994)
- L'isola dell'ingiustizia - Alcatraz (Murder in the First), regia di Marc Rocco (1995)
- A spasso nel tempo - L'avventura continua, regia di Carlo Vanzina (1997)
- Appaloosa, regia di Ed Harris (2008)
- Doc West, regia di Terence Hill (2009)

#### Televisione
- Tom e Huck - Avventure sul Mississippi (Rascals and Robbers: The Secret Adventures of Tom Sawyer and Huck Finn), regia di Dick Lowry – film TV (1982)